# Колкорд, Розуэлл
Розуэлл Кейес Колкорд (англ. Roswell Keyes Colcord, 25 апреля 1839 — 30 октября 1939) — седьмой губернатор штата Невада в период с 1891 по 1895 год, член Республиканской партии США.

## Биография
Розуэлл Кейес Колкорд родился в городе Сеарспорт (Мэн). В 1870 году Колкорд переезжает в Неваду и становится успешным горным инженером. Позднее открыл частную юридическую практику и стал одним из лучших адвокатов в штате.
Будучи избранным в 1891 году губернатором штата Невада, Розуэлл Колкорд последовательно выступал за укрепление государственной экономики, а также подписал первый в истории штата законопроект (билль).
После ухода с губернаторского поста Колкорд был назначен суперинтендантом монетного двора США, расположенного в городе Карсон-Сити, и занимал эту должность с 1898 по 1911 год. Розуэлл Кейес Колкорд обладал хорошим здоровьем и умер на сто первом году жизни в 1939 году в Карсон-Сити (Невада). Похоронен на кладбище Карсон-Сити.